# Benjamin Huggel
Benjamin Huggel (Dornach, 7 de Julho de 1977) é um ex-futebolista suíço que atuou como volante pelo Basel na Super Liga Suíça e pelo Eintracht Frankfurt na Bundesliga.